# 下田郵便局 (静岡県)
下田郵便局（しもだゆうびんきょく）は静岡県下田市にある郵便局。民営化前の分類では集配普通郵便局であった。

## 概要
住所：〒415-8799 静岡県下田市二丁目4-26

### 分室
分室はなし。過去に存在した分室は以下のとおり。
- 貯金保険分室 - 1949年（昭和24年）に廃止。

## 沿革
- 1873年（明治6年） - 下田郵便役所として開設[1]。
- 1875年（明治8年）1月1日 - 下田郵便局（四等）となる。
- 1880年（明治13年）8月2日 - 為替取扱を開始。
- 1881年（明治14年） - 貯金取扱を開始。
- 1891年（明治24年）3月16日 - 下田郵便電信局となる。
- 1903年（明治36年）4月1日 - 通信官署官制の施行に伴い下田郵便局となる。
- 1949年（昭和24年）11月1日 - 貯金保険分室を廃止[2]。
- 1980年（昭和55年）3月 - 局舎新築。
- 1999年（平成11年） - 外国通貨の両替および旅行小切手の売買に関する業務取扱を開始。
- 2007年（平成19年）10月1日 - 民営化に伴い、併設された郵便事業下田支店に一部業務を移管。
- 2012年（平成24年）10月1日 - 日本郵便株式会社発足に伴い、郵便事業下田支店を下田郵便局に統合。
- 2015年（平成27年）2月2日 - 箕作郵便局から「413-07xx」区域の集配業務を移管。

## 取扱内容
- 郵便、印紙、ゆうパック、内容証明
- 貯金、為替、振替、振込、国際送金、外貨両替・トラベラーズチェック、国債、投資信託
- 生命保険、バイク自賠責保険、自動車保険
- ゆうちょ銀行ATM
- 「415-00xx」「413-07xx」区域（下田市全域）の集配業務
- ゆうゆう窓口

## 周辺
- 下田市民文化会館
- 下田温泉
- 下田港
- 国道135号
- 国道136号
- 稲生沢川

## アクセス
- 伊豆急行線 伊豆急下田駅から南へ約700m（徒歩約9分）
- 東海バス 下田駅停留所もしくは了仙寺停留所下車
- 駐車場あり：8台